# 杨家院
杨家院，又称杨品相宅，位于中国云南省大理市喜洲镇沙村村委会城北村5号，由富商杨品相建于1948年，系典型的白族民居，雕饰精美，一进两院，“六合同春”式布局。2001年列为第五批全国重点文物保护单位。2008年4月，美国的布莱恩（Brian）和珍妮·林登（Jeanee Linden）夫妇将其改建为喜林苑（Linden Centre）客栈。